# Дюрант, Майкл
Майкл «Майк» Дюрант (родился 23 июля 1961 года) — американский пилот и автор книг, был военнопленным в течение 11 дней в 1993 году после рейда в Могадишо, Сомали. Он был членом 160-й авиационного полка специального назначения («Ночные охотники») в звании уорент-офицера 3-го класса. Покинул армию в звании уорент-офицера 4-го класса и мастера-авиатора в 160-м авиаполке специального назначения.

## Жизнь и карьера
Дюрант родом из Берлина (Нью-Гэмпшир), сын Леона и Луизы Дюрант. Начал службу в армии США в августе 1979 года. После курса молодого бойца он поступил в Военный институт иностранных языков МО США, и затем был направлен в 470-ю группу военной разведки в Fort Clayton, Панама. Дюрант завершил вертолётную подготовку в Fort Rucker, Алабама. Во время учёбы в лётной школе он летал на TH-55 и Белл UH-1 «Ирокез».
При получении звания уорент-офицера 1-о класса Дюрант прошел квалификацию на вертолете UH-60 Black Hawk и был направлен в 377-ю медицинскую спасательную группу в Сеул, Южная Корея. По исполнении 24 лет он налетал 150 миссий по эвакуации раненых на UH-1 и UH-60. Спустя 18 месяцев Дюрант перешёл в 101-ю воздушно-десантную (воздушно-штурмовую) дивизию в Форт Кэмпбелл, Кентукки. В звании уорент-офицера 2-о класса он стал инструктором пилотных курсов и летал на боевые задания на UH-60. Дюрант поступил на службу в 160-й авиационный полк специального назначения 1 августа 1988 года. Назначен в роту D.
Во время операции «Готический Змей» Дюрант был пилотом Супер 6-4, второго MH-60L «Черного ястреба», который был сбит в сражении в Могадишо 3 октября 1993 года. В хвостовой ротор вертолета попала реактивная граната, это привело к падению примерно в миле к юго-западу от проведения рейда.
Дюрант и его экипаж, Билл Кливленд, Рэй Фрэнк и Томми Филд выжили при ударе, но были серьезно ранены. Дюрант сломал ногу и повредил позвоночник. Два снайпера из Дельты, Гэри Гордон и Рэндалл Шугарт, прикрывали выживших с вертолета от надвигающихся сомалийцев. Затем оба спустились к вертолёту и прикрывали экипаж с земли, убив около 25 сомалийских повстанцев, пока у них не закончились патроны, затем они были окружены и убиты, вместе с Кливлендом, Фрэнком и Филдом. Оба получили Медаль Почёта посмертно.
Сомалийцы держали Дюранта в плену. Он был единственным выжившим из экипажа. Во время его заключения за ним присматривал министр пропаганды генерала Айдида, Абдуллахи «Фиримби» Хассан. После 11 дней заключения Айдид выпустил Дюранта и другого пленного, нигерийского солдата, Красному Кресту.
После освобождения Дюрант вылечился и продолжил летать в 160-м авиаполку. Он ушел в отставку в 2001 году, налетав более 3700 часов, в том числе более 1400 с прибором ночного видения.
В 2003 Дюрант выпустил книгу «In the Company of Heroes», в которой описывает свою службу и пленение.
Дюрант и его жена Лиза имеют 6 детей.
Эпизод в Могадишо показан в фильме Ридли Скотта «Чёрный ястреб».

## Работы
1. Durant, Michael & Hartov, Steven. In the Company of Heroes (неопр.). — Putnam Pub Group, 2003. — ISBN 0-399-15060-9.
2. Durant, Michael & Hartov, Steven. The Night Stalkers (неопр.). — Putnam Pub Group, 2003. — ISBN 0-399-15392-6.